# Contrappasso

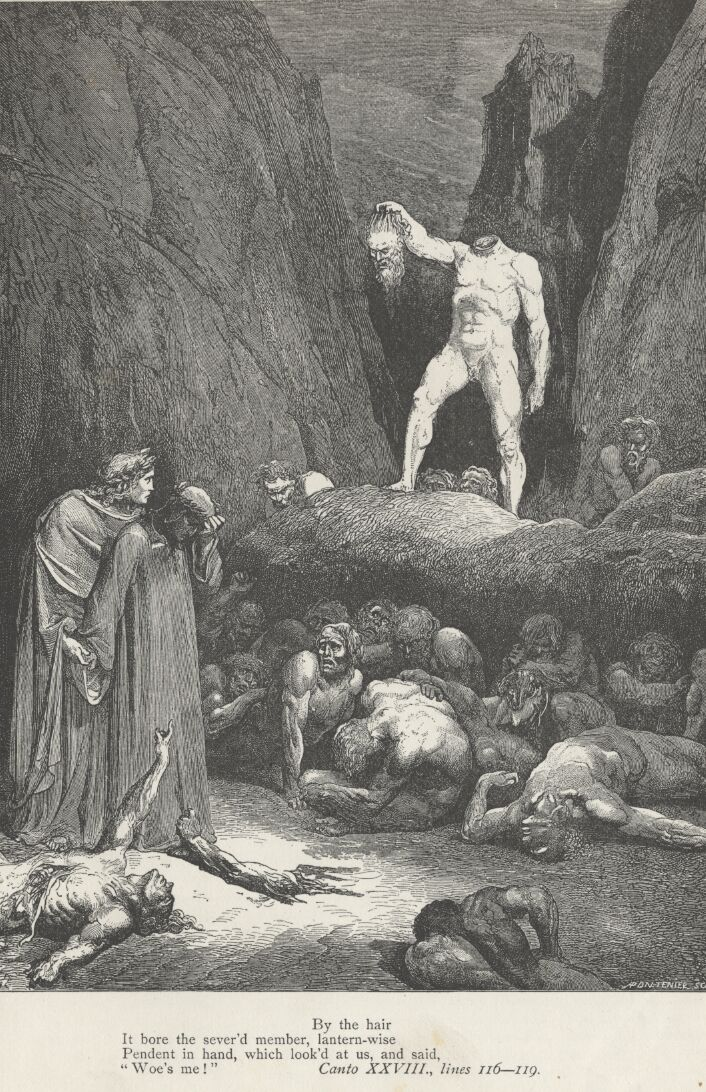
NellInferno di Dante Bertran de Born è uno dei pochi personaggi che spiega da solo il proprio contrapasso: poiché egli seminò discordia dividendo un padre da un figlio, adesso il suo corpo è diviso in due pezzi (illustrazione di Gustave Doré)

Il contrappasso (dal latino contra e patior "soffrire il contrario") è un principio che regola la pena che colpisce i rei mediante il contrario della loro colpa o per analogia a essa, le cui radici teoriche affondano nella tradizione antica della legge del taglione. 
Il concetto si riscontra in numerosi contesti storici e letterari d'influenza religiosa, come ad esempio la Divina Commedia o prima ancora il Libro delle Tre Scritture.

## Descrizione

### Il contrappasso in Seneca
Lo  scrittore e filosofo latino Seneca fa uso della legge del contrappasso nella sua satira Apokolokyntosis, allorché l'imperatore romano Claudio nell'oltretomba viene affidato a uno dei suoi liberti. Il contrappasso, in questo caso, risiede nel fatto che Claudio aveva fama di esser vissuto in mano dei suoi potenti liberti. Si evidenzia il fatto della ritorsione su se stessi e sui propri punti deboli effetti da malinconie. Il contrappasso risiede anche nel fatto che Claudio viene condannato a giocare a dadi, contenuti in un bussolotto forato: Claudio amava, infatti, il gioco dei dadi e, poiché era l'imperatore e barava in certi casi, vinceva sempre. Ora viene condannato a perdere per l'eternità.

### Il contrappasso nella tradizione medievale
Nel De Contemptu Mundi (sive De Miseria humanae conditionis) di papa Innocenzo III, al secolo Lotario dei Conti Segni, il pontefice spiega la pena del contrappasso così, riferendosi alla fine di Sodoma.
(De Contemptu Mundi (sive De Miseria humane conditionis) - Libro Secondo)
Tommaso d'Aquino, nella Summa Theologiae, propone una definizione teorica del contrappasso, fondandolo sul principio di giustizia commutativa aristotelico e sulla tradizione biblica:
(Tommaso d'Aquino, Summa Theologiae, II-II, q. 61, a. 4, Co.)
Egli nella sua opera distingue due dimensioni della giustizia e vuole poter comprendere se il giusto si identifichi con la legge del contrappasso.  Proprio per questo egli afferma che la giustizia divina segue il criterio della proporzionalità: attraverso il quale il giudizio è commisurato dalle azioni che compie ogni soggetto. Tuttavia è necessario distinguere tra la giustizia distributiva e la giustizia commutativa. Quest’ultima si forma sulla relazione tra la collettività ed il soggetto, mentre la giustizia distributiva considera i rapporti tra il singolo e la collettività secondo lo schema della parte in ordine al tutto ed è fondata su un principio proporzionale geometrico, mentre quella commutativa è fondata su un principio proporzionale aritmetico. Il contrappasso può risultare compatibile con entrambe le forme di giustizia, se consideriamo solo l’elemento oggettivo, mentre   se consideriamo l’elemento soggettivo il contrappasso sarebbe escluso da queste due giustizie. In conclusione, il contrappasso lo possiamo considerare come un indice del giusto mezzo soltanto se prendiamo in considerazione la giustizia commutativa, poiché soltanto in questo ambito si concretizza una perfetta equivalenza tra il dare e l’avere. Per quanto riguarda la giustizia distributiva, il contrappasso non può trovare una giusta applicazione poiché tale forma di giustizia non è proporzionale tra due oggetti, ma tra un oggetto ed una persona. 

### Il contrappasso in Dante
Nella Commedia di Dante Alighieri il contrappasso si configura essenzialmente in due modi diversi che corrispondono a due "tipi" di contrappasso: 
- per analogia, ovvero la pena è l'equivalente del peccato commesso (un esempio è la pena subita dai golosi: come in vita mangiavano senza ritegno come delle bestie, nell'inferno sono accovacciate nel fango come delle bestie sotto una costante tempesta e sbranate da Cerbero; un altro esempio sono i lussuriosi, che vengono trascinati da una tempesta senza riposo perché in vita si sono lasciati trascinare da una passione eccessiva);
- per contrasto, ovvero la pena è l'opposto del peccato (un esempio sono gli ignavi: non essendosi mai schierati in vita, sono costretti alla sollecitudine inutile e costante da parte di insetti quali vespe e mosche oppure da vermi o come nel caso dei suicidi: avendo rifiutato la vita terrena del corpo ora son costretti ad esser tramutati in piante sofferenti).